# José Augusto Seabra
José Augusto Baptista Lopes e Seabra GCM (São João da Pesqueira, Vilarouco, 24 de fevereiro de 1937 — Paris, 27 de maio de 2004) foi um poeta, ensaísta, professor, diplomata e político português.

## Biografia
Licenciado em Direito pela Faculdade de Direito da Universidade de Lisboa, em 1961. Combateu o Salazarismo e exilou-se em França, de onde saiu depois da Revolução de 25 de Abril de 1974, tendo sido um destacado militante do PSD. Iniciado maçon, pertenceu à Loja União, do Porto, do Grande Oriente Lusitano. Em Paris foi funcionário da UNESCO e desenvolveu estudos de Literatura, na École Pratique des Hautes Études. Sob a orientação de Roland Barthes doutorou-se na Universidade de Paris III, apresentando a tese Fernando Pessoa: do poemodrama ao poetodrama, depois publicada em Portugal e no Brasil.
De 1974 a 1985 foi professor da Faculdade de Letras da Universidade do Porto.
Deputado à Assembleia Constituinte e à Assembleia da República, pelo Partido Social Democrata, viria a ocupar o cargo de Ministro da Educação no IX Governo Constitucional, do chamado Bloco Central (1983-1985)
A partir de 1985 foi embaixador na UNESCO e, depois disso, diplomata nas Embaixadas de Portugal em Nova Delhi, em Bucareste e Buenos Aires.
O seu nome encontra-se na lista de colaboradores da publicação académica Quadrante  (1958-1962).
A 23 de dezembro de 1992, foi agraciado com o grau de Grã-Cruz da Ordem do Mérito.

## Funções governamentais exercidas
- IX Governo Constitucional
  - Ministro da Educação[2]

## Principais obras publicadas

### Poesia
- 1961 - A Vida Toda
- 1967 - Os Sinais e a Origem
- 1972 - Tempo Táctil
- 1977 - Desmemória
- 1980 - O Anjo
- 1985 - Gramática Grega
- 1990 - Fragmentos do Delírio
- 1990 - Do Nome de Deus
- 1993 - Enlace,  em colaboração com Norma Tasca
- 1996 - Sombras de Nada
- 1997 - Amar a Sul
- 1999 - Conspiração da Neve
- 2001 - Oximoros
- 2002 - Tangos Mentais[2]

### Ensaio
- 1974 - Fernando Pessoa ou o Poetodrama
- 1980 - Poética de Barthes
- 1985 - O Heterotexto Pessoano
- 1986 - Cultura e Política ou a Cidade e os Labirintos
- 1994 - Poligrafias Poéticas
- 1993 - Edição crítica de Mensagem e Poemas Esotéricos, de Fernando Pessoa
- 1996 - O Coração do Texto / Le Coeur du Texte
- 1998 - Tradução de Poemas de Mallarmé lidos por Fernando Pessoa[2]
- - A Identidade Cultural Portuguesa, Um Personalismo Universalista[8]

### Autobiográfica
- De Exílio em Exílio, vol. I : Resistências e Errâncias (1953-1963). Porto : Fólio Edições, 2004. ISBN 978-972-8700-22-5